# Jacques Pierre Brissot
Pour les articles homonymes, voir Brissot.
Jacques Pierre Brissot, également connu sous le nom de Brissot de Warville, né le 15 janvier 1754 à Chartres et mort guillotiné le 31 octobre 1793 à Paris, est un journaliste, écrivain et homme politique français. Après une carrière d’écrivain et de « philosophe » qui l'amena en Angleterre, en Suisse et en Amérique du Nord, il se consacra au journalisme révolutionnaire et à la politique parisienne. Il est principalement connu pour son rôle de chef de file des girondins, une faction politique active pendant la Révolution française.
Originaire d’un milieu modeste, Brissot s’installe à Paris en 1774 pour y exercer comme juriste. Il se tourne rapidement vers l’écriture et la publication, devenant un polygraphe prolifique. Durant cette période, il fréquente des intellectuels de renom tels que Voltaire et d'Alembert. En 1784, il est brièvement emprisonné à la Bastille, une expérience qui semble marquer un tournant dans son parcours. Par la suite, il se rapproche du duc Philippe d'Orléans et s’engage dans des causes réformatrices, notamment en fondant la Société des amis des Noirs en 1788, une organisation militant pour l’abolition de l’esclavage.
En 1789, il échoue à se faire élire député aux États généraux mais prend part aux activités de la municipalité de Paris après les événements de juillet 1789. Parallèlement, il s’implique dans les débats de l'Assemblée constituante. Élu député de la Seine en septembre 1791 à l’Assemblée législative, il devient une figure centrale des « brissotins », un groupe républicain modéré qui plaide pour la guerre contre les monarchies européennes. Il joue notamment un rôle dans la déclaration de guerre au roi de Bohême et de Hongrie en avril 1792.
Après la chute de la monarchie lors de la Journée du 10 août 1792, Brissot est élu député de l'Eure-et-Loir à la Convention. À ce titre, il devient une figure des girondins, un groupe modéré de plus en plus critiqué par les montagnards et les Hébertistes. Ces oppositions se cristallisent notamment autour du procès de Louis XVI, où Brissot et ses alliés se montrent réticents face à l’idée d’une exécution immédiate du roi.
Le conflit entre girondins et montagnards culmine au printemps 1793. Les journées insurrectionnelles de mai et juin provoquent l’arrestation de nombreux députés girondins, dont Brissot. Tentant de fuir, il est capturé, jugé et condamné à mort le 30 octobre 1793. Il est exécuté le lendemain, devenant l'une des premières victimes emblématiques de la Terreur.

## Biographie

### Famille

#### Parents
Jacques Pierre Brissot est issu d’une famille originaire de Chartres, en Beauce. Son père, Guillaume Brissot, décédé le 24 décembre 1779, exerce la profession de « maître-traiteur et cuisinier », succédant à son propre père, Jacques Brissot, lui-même qualifié de « maître-cuisinier » dans des actes notariés. Guillaume épouse Marie-Louise Legrand, qui décède à Chartres le 24 juillet 1800. Le couple, marié le 23 février 1740 dans la paroisse Saint-André, donne naissance à seize enfants, dont seulement sept atteignent l'âge adulte. Jacques Pierre, treizième enfant et quatrième parmi les survivants, voit le jour dans la maison familiale située au n° 16 rue de la Grande-Boucherie, aujourd’hui rue du Cygne. Il est baptisé dans l’église Saint-Saturnin le jour de sa naissance.
Parmi ses frères et sœurs, trois sont ses aînés. Sa sœur aînée, Marie Louise, née en 1741, reste célibataire et meurt à Chartres en 1805. Sa sœur cadette, Marie Jeanne, née en 1744, connaît également une vie marquée par le célibat et s’éteint en 1788 dans la même ville. Son frère Simon-Antoine, né en 1752, est orienté vers la carrière ecclésiastique. D'abord prêtre à Jouy en 1780, il officie ensuite à l'Hôtel-Dieu de Chartres en 1783, puis à Saint-Hilarion. Déporté en 1792, il revient à Chartres où il décède en 1810.
Jacques Pierre a également trois frères et sœurs plus jeunes. Parmi eux, Marie-Louise-Adélaïde, née en 1754, se marie avec Jacques Bonnet, marchand et épicier à Chartres. Un autre frère, Pierre-Louis, né en 1759, commence comme « juré priseur vendeur de meubles », mais gravit les échelons dans l'administration financière sous la Révolution, devenant successivement payeur-général d’Eure-et-Loir, payeur de guerre pour plusieurs divisions militaires, puis receveur général à Rouen en 1813. Enfin, la plus jeune, Marie Louise Augustine, née en 1761, décède célibataire en 1783.

### Jeunesse et formation

#### Premières années
Vers la fin du règne de Louis XV (1710-1774), Chartres compte 3 000 feux, c'est-à-dire un peu plus de 10 000 habitants.
Il est d'abord mis en nourrice dans une famille campagnarde, où il est médiocrement traité. De constitution faible, sa santé se dégrade, aussi sa mère décide de s'en occuper elle-même. Dans ses Mémoires, Brissot évoque ses premières années : « J'ai été élevé cruellement », dira-t-il communément. Plus tard, évoquant son enfance, il dira qu'il n'avait jamais connu la tendresse d'un père, et les années n'améliorèrent pas la situation. Sa mère, douce et avisée, faisait tout pour essayer de tempérer la rudesse de cette éducation.

#### Préparation au collège
Guillaume Brissot ne veut pas que ses fils aillent au collège alors que lui-même ne sait que lire et écrire ; il pense qu'ils le « mépriseraient » s'ils faisaient des études secondaires. Mais son épouse lui fait entendre raison et, après avoir été dans une petite école créée par les filles d'un tourneur[réf. nécessaire], Jacques-Pierre est confié, ainsi que son frère aîné, à son oncle Pierre Brissot, curé d'Écublé. Là, il découvre les charmes de la campagne et acquiert un goût pour la vie rurale qu'il gardera toute sa vie.
Pour commencer l'étude du latin, Brissot est placé chez un maître de pension à Chartres. Il évoquera avec horreur les longues journées d'études des déclinaisons et conjugaisons, tâche particulièrement ardue pour des enfants de sept à huit ans. Malgré cela, il va pouvoir ensuite entrer au collège.

#### Années de collège (1762-1769)
Il commence le collège en 1762, à huit ans, et s'y distingue en remportant les plus grands succès. Il lit jour et nuit pour mieux apprendre. Il reconnaît aussi tout ce qu'il doit à l'abbé Comusle, qui lui a donné accès à sa bibliothèque et le dirige dans ses études latines. Au départ, il est mis en demi-pension chez le principal du collège, François Berthinot, un homme dur qui corrige sévèrement les élèves pour des fautes bénignes. Jacques-Pierre ressent le fouet avec indignation et un sentiment d'injustice. Il a dû s'en plaindre à sa mère qui le retire des mains de ce « despote barbare ». Il collectionne les prix pendant les sept années que durent ses études, fait l'admiration de ses professeurs et de ses condisciples. Toutefois, il regrettera l'éducation provinciale qui fait de lui une « machine à plagiat », victime d'une formation livresque sans véritable maître.
.
Il est alors très pieux, selon la tradition familiale. Un de ses condisciples Nicolas-François Guillard, futur poète, se moque souvent de lui pour sa ferveur religieuse. C'est en rhétorique (première) que la fréquentation d’un camarade[Qui ?] et certaines lectures l'éloignent de la religion. Il devient peu à peu un adepte de Voltaire, de Diderot et de Rousseau, au désespoir de sa famille qui veut le voir « porter le petit collet ». La Profession de foi du vicaire savoyard lui semble être un nouvel évangile.
L'histoire de Charles Ier d'Angleterre et de Cromwell le frappe beaucoup et le conduit à la haine du despotisme. « J'ai détesté les rois de bonne heure. » Comme il a le même âge que Louis XVI, il se demande pourquoi ce dernier est sur le trône alors que lui est le fils d'un traiteur.
Il quitte le collège après une année de philosophie sous la direction de l'abbé Thierry en 1768-1769.
Au cours de ses années de collège, il a trouvé des amis, Pierre-Charles Blot, un des animateurs de la Révolution à Lyon, Gaillard, Bridel, Vaugeois, Bouvet, Bouteroue, Sergent[Qui ?], l’abbé Chasles et surtout Jérôme Pétion, fils d'un procureur au présidial de Chartres, maire de Paris en 1792.

### Apprentissage de juriste à Chartres
Sans quartiers de noblesse, sans grande fortune, bien des voies sont fermées à la moyenne bourgeoisie de l'époque. Sa sœur lui suggère d'entrer dans une carrière ecclésiastique, mais il n'en est pas question pour un hommes des Lumières, qui a perdu la foi et ne veut pas être « sciemment un charlatan ».
Il opte pour le droit et, comme il faut « traverser le labyrinthe de la chicane », entre chez un procureur important de Chartres, Louis-Henri Horeau.
Là, il se lie d'amitié avec le fils de son patron, Michel-Claude, qui se passionne pour les sciences et lui ouvre sa bibliothèque. Brissot se lance dans l'étude de la physique, de l'italien et de l'anglais, étant attiré depuis longtemps par l'histoire et le système de gouvernement de l’Angleterre qui a rompu très tôt avec l'absolutisme royal. Il se distrait donc des travaux fastidieux de la chicane en se précipitant dans les études les plus variées. Il écrit alors sa première brochure, Rome démasquée ou Observations sur le droit canonique, imprimée par la suite.
Il se découvre un goût pour l’érudition, en particulier pour la linguistique. Aussi songe-t-il un moment, malgré son athéisme, à se faire bénédictin, ordre dont la congrégation de Saint-Maur se consacre à l'édition et à l'étude des textes anciens. Il en est dissuadé par son ami le moine philosophe dom Mulet.
En 1774, il décide d'allonger et « d'angliciser » son nom, se faisant appeler « Brissot de Warville », nom qui évoque le village d'Ouarville, situé à environ 25 km de Chartres, où il a été mis en nourrice et où sa famille possède des terres. De son côté, son frère se fait appeler « Brissot de Thivars », localité située à huit kilomètres de Chartres.

### Départ pour Paris (1774)

#### Poursuite de sa carrière de juriste
Au bout de quatre ans dans l'étude Horeau, Brissot décide de partir à Paris continuer sa carrière juridique, devenant premier clerc du procureur au Parlement de Paris, Nolleau. Après six mois de travail non rémunéré, il doit toucher un traitement de 400 livres.
Il arrive dans la capitale le 20 mai 1774, alors que Louis XVI, âgé comme lui de 20 ans, vient de monter sur le trône. Nolleau, qui est un homme cultivé et féru de philosophie et de littérature, accueille aussi le jeune Robespierre.
En rupture avec sa riche famille, Brissot vit d’expédients littéraires, vend sa plume et son talent, déborde de projets, multiplie les écrits.
En 1780, il se fait recevoir avocat à Reims. Il écrit dans ses mémoires : « Je songeai (…) à me faire recevoir avocat. Il fallait prendre des degrés dans la faculté de droit, et, comme ce n’était qu’une vaine formalité, je préférai la voie la plus prompte, celle de les acheter à Reims. Le voyage que je fis dans cette ville me convainquit de l’avilissement de son université, et du mépris que méritaient tous ces établissements qui étaient moins une école qu’un marché de titres. On y vendait tout, et les degrés, et les thèses et les arguments. Je rougis pour les docteurs qui m’interrogeaient ; ils me parurent jouer ou me faire jouer une mascarade dont le comique était encore relevé par les sujets de leurs interrogations, car ils me questionnèrent ou feignirent de me questionner très sérieusement sur la question de savoir si les eunuques pouvaient se marier ». Et il ajoute « avoir payé six cents livres pour cette pantalonnade. ». En fait, il se consacre de plus en plus à l'écriture et prend contact avec des personnalités du monde intellectuel.

#### Entrée dans le monde des lettres
En février 1778, il souhaite rencontrer Voltaire, âgé de 83 ans, qui vient pour la dernière fois à Paris (il meurt le 30 mai suivant). Trop timide, Brissot n'ose pas entrer chez ce philosophe admiré par l'Europe entière et qui a fréquenté plusieurs monarques. C'est alors que sort de chez le vieil homme une très belle femme d'une trentaine d'années : Madame du Barry (1743-1793), dernière favorite de Louis XV, en disgrâce à la cour de Louis XVI ; elle est devenue comtesse par mariage, mais est d'origine roturière. Revenant sur ses pas, la comtesse présente le jeune Brissot à Voltaire. Le futur révolutionnaire reconnaîtra avoir été charmé par cette femme à la réputation exagérément sulfureuse.
Il travaille alors sur un ouvrage, Théorie des lois criminelles, publié en 1780, dont il a déjà conçu le plan. Peu après sa visite, il en envoie la préface à Voltaire, qui le remercie par une lettre encourageante et flatteuse : « Votre ouvrage sera digne de la philosophie et de la législation ; il pourra contribuer au bonheur des hommes, s’il est écrit avec l’énergie qui caractérise l'exorde ».
D’Alembert (1717-1783), auquel le jeune écrivain s'est aussi présenté, a été moins bienveillant ; Brissot a en revanche été touché de celui de Linguet (1736-1794) et se voue tout entier[pas clair] au créateur des Annales politiques. Linguet lui donne des conseils et le charge de quelques articles pour le Mercure ; mais une intrigue lui fit enlever ce journal[pas clair].
Brissot, qui s’obstine dans une carrière que son père désapprouve, est obligé, en 1778-1779, d’aller rédiger le Courrier de l'Europe de Samuel Swinton, feuille anglaise dont on publie une traduction à  et qui soutient les insurgés américains. Il y rencontre Charles Théveneau de Morande, avec lequel il a de très mauvais rapports. Brissot doit bientôt subir un censeur, qui réduit son travail à la simple traduction du journal de Londres ; il quitte donc cet emploi.
Brissot, qui persiste dans une carrière que son père désapprouve, se tourne en 1778-1779 vers le journalisme en devenant rédacteur pour le Courrier de l'Europe, une feuille anglaise qui soutient les insurgés américains et dont une traduction est publiée à Boulogne-sur-Mer. C’est au sein de cette aventure éditoriale qu’il rencontre Charles Théveneau de Morande, avec lequel il entretient des relations particulièrement tendues. Toutefois, contraint de se cantonner à la simple traduction des articles de Londres sous l’œil d’un censeur, désillusionné, il quitte cet emploi. De retour à Paris, il se livre à l’étude des sciences physiques et s’occupe de chimie avec Fourcroy et Marat.
Il remporte deux prix à l’Académie de Châlons. En 1781, il remporte le second prix de cette académie, sur le sujet : « Lorsque la société ayant accusé un de ses membres par l'organe du ministère public succombe dans cette accusation, quels seraient les moyens les plus praticables et les moins dispendieux de procurer au citoyen reconnu innocent le dédommagement qui lui est dû de droit naturel ?» .
Il travaille sur un Traité de la vérité et publie sa Théorie des lois criminelles, au sujet de laquelle Servan lui écrit : « Vous avez réalisé l’un de mes vœux les plus anciens, la réunion de tous les ouvrages qui ont traité des lois criminelles. Crions, monsieur, crions, tout un siècle ! Peut-être à la fin un roi dira : Je crois qu’ils me parlent ; peut-être il réformera. » Brissot disait, à ce sujet, que Servan avait raison, excepté sur un point : « C’est le peuple qui a entendu, et qui a réformé. »
Si les premiers ouvrages de Brissot lui valent l’amitié de quelques-uns des jurisconsultes et des littérateurs les plus célèbres, il n'en tire rien sur le plan financier, les libraires ne lui versant aucune rémunération. Il se met alors à écrire des pamphlets sur L’Inégalité sociale et une Bibliothèque philosophique du législateur (1782-1786, 10 volumes), dans la lignée de Rousseau (1712-1778).

### Les années 1783-1789

#### L'expérience londonienne (1783-1784)
Tout en participant à Paris aux spéculations boursières sous Louis XVI[réf. nécessaire], il imagine d’aller établir à Londres une sorte de Lycée ou de Musée, pour servir de point de réunion à tous les savants de l’Europe, un foyer d’où se répandraient les connaissances enfermées dans chaque nation, souvent inconnues chez les autres. Ce projet séduit plusieurs personnes, et d’Alembert cherche à y intéresser ses amis.
Après un voyage en Suisse, nécessité par la publication de ses ouvrages et le désir de se donner des correspondants, Brissot part pour l’Angleterre. Mais il ne reçoit pas les appuis espérés. Après y avoir publié le Journal du Lycée de Londres, qui comporte des notices pleines d’intérêt[réf. nécessaire] sur la littérature anglaise, il est emprisonné pour dettes à Londres à la suite de démêlés avec Swinton et forcé de renoncer à son projet.

#### Séjour à la Bastille (1784)
Quelques jours après son retour en France, en 1784, il est arrêté et enfermé à la Bastille, ayant été dénoncé comme auteur des Passe-temps d’Antoinette, pamphlet contre la reine Marie-Antoinette, qui en réalité a été écrit par le marquis de Pellepore. Si Brissot n’est pas l’auteur de ce libelle contre la reine, le pamphlet Le Diable dans un bénitier semble avoir bénéficié de sa collaboration. Il reste quatre mois enfermé, et est libéré à la suite de l'intervention de Félicité de Genlis et du duc d’Orléans, qui ont fait reconnaître son innocence.

#### Entrée dans l'entourage du duc d'Orléans (1784-1788)
Sorti de la Bastille, Brissot va demeurer chez Étienne Clavière, avec qui il s’est lié d'amitié pendant son voyage en Suisse. Ils composent ensemble plusieurs ouvrages sur les finances, qui paraissent sous le nom de Mirabeau.
À cette époque le marquis Ducrest, frère de Félicité de Genlis, est chargé de la gestion de la fortune du duc d’Orléans. Il songe à s’entourer d’hommes instruits et de publicistes, dont les conseils et les écrits puissent servir ses projets de réforme. Brissot, dont l'épouse est lectrice de Mlle Adélaïde, se laisse séduire par les projets de Ducrest : il accepte une place à la chancellerie du Palais-Royal.
À la suite d’un complot qui éclate au Parlement[Quoi ?], organisé par la chancellerie d’Orléans, le prince est exilé et une lettre de cachet est lancée contre Brissot. Prévenu à temps, il se réfugie à Londres.
Pendant ce nouveau séjour en Angleterre, Brissot est présenté à la Société de l’abolition de la traite des Noirs.

#### Fondation de la société des Amis des Noirs (1788) et voyage aux États-Unis
À son retour à Paris, il établit une société semblable appelée Société des amis des Noirs, qui commence ses travaux au mois de février 1788. Parmi les membres signataires du procès-verbal de la première séance, on remarque Clavières et Mirabeau. Il faut les considérer, avec Brissot, comme les fondateurs de cette société, qui exercera une si grande influence sur le sort des colonies ; la Fayette, Bergasse, la Rochefoucauld, Lacépède, Volney, Tracy, Lavoisier, Pastoret, Pétion, Sieyes, et plus tard l’abbé Grégoire, seront au nombre de ses membres les plus actifs et les plus dévoués. À cette époque il est aussi, tout comme Nicolas Bergasse ou le Marquis de Lafayette, un partisan de la théorie du magnétisme animal émise par le médecin allemand Franz Anton Mesmer. Il rejettera plus tard le magnétisme animal comme pratique contre-révolutionnaire.
Devenu secrétaire de Louis-Philippe d’Orléans il se charge, en 1788, d’aller, au nom de la Société des amis des Noirs, étudier aux États-Unis les moyens d’émanciper les populations que l’on veut rendre libres et dignes de la liberté. Il est envoyé par le financier Étienne Clavière et débarque à Boston après 51 jours de mer, muni de deux lettres d'introduction, l'un du Général Lafayette destinée à George Washington, l'autre d'Armand Marc de Montmorin Saint-Hérem, Ministre des Affaires étrangères, à Éléonor François Élie de Moustier, ministre plénipotentiaire de la France aux États-Unis. Il y passe quatre mois avant de se rendre ensuite aux Pays-Bas autrichiens où il assiste à la révolution brabançonne.

### La Révolution française

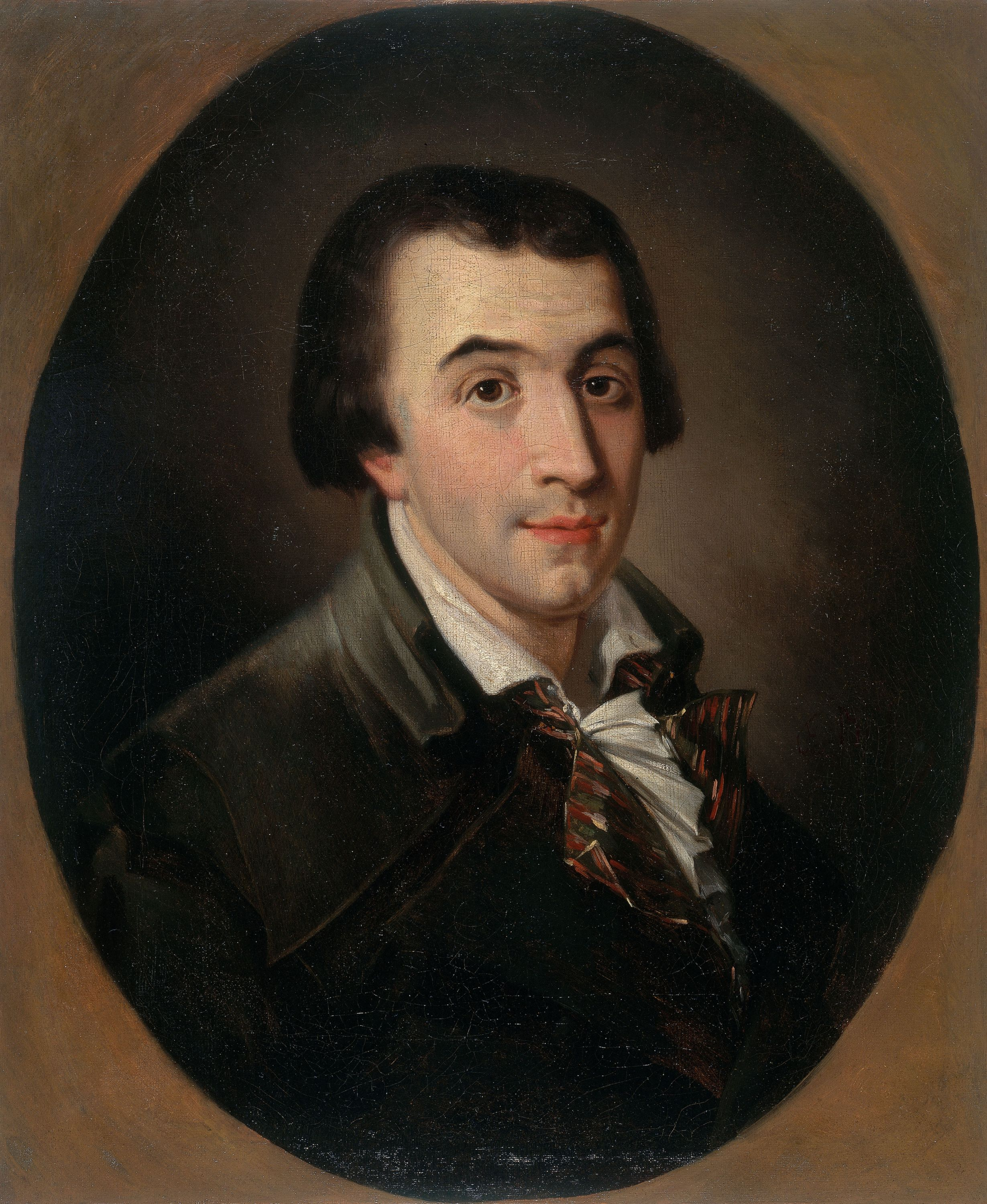
Portrait de Brissot par François Bonneville, Paris, musée Carnavalet, vers 1790.

#### De la convocation des États généraux à l'Assemblée constituante (1788-juillet 1789)
À son retour des États-Unis d'Amérique, Brissot « se jeta [dans la Révolution] avec l'impétuosité d'un homme qui avait concouru à la préparer par ses écrits », selon les Mémoires de Madame Roland.En février 1788, il est parmi les fondateurs de la Société des amis des Noirs qui milite alors pour l'égalité des Hommes de couleur libres avec les blancs, l’abolition immédiate de la traite des Noirs et la suppression progressive de l’esclavage colonial. Lors de la réunion des États généraux de 1789, il publie de nombreux d’écrits, qui fixent, dès lors, l’attention sur lui. Quelque temps avant la prise de la Bastille, il crée un journal républicain, le Patriote français, qui connait un grand succès. C'est dans ce journal qu'il qualifie d'« enragés », les baptisant ainsi, les égalitaires émettant le cœur des revendications populaires.

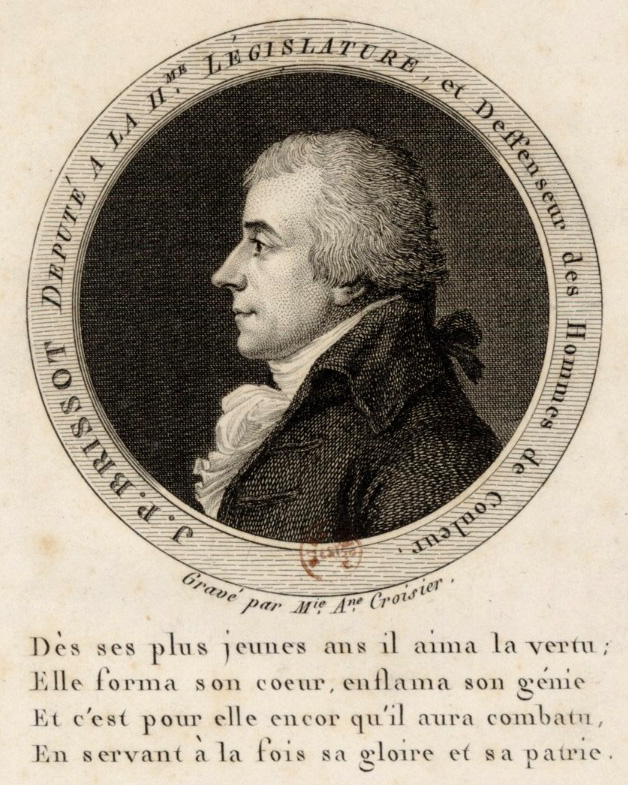
J. P. Brissot, député à la II.me législature et défenseur des hommes de couleur,
estampe gravée par Marie-Anne Croisier, Paris, BnF, département des estampes et de la photographie, 1791-1793.

Il ne lui manque que quelques voix pour être député suppléant aux États généraux avec ses amis Siéyès et Pétion. Les États généraux, réunis le 5 mai 1789 à Versailles, deviennent l'Assemblée nationale constituante le 9 juillet. Les événements du 14 juillet renforcent considérablement le pouvoir des réformateurs.

#### Période de l'Assemblée constituante (juillet 1789-septembre 1791)
Brissot s'engage activement dans les affaires révolutionnaires dès les débuts de la Révolution française. Il intègre la première municipalité de Paris  ainsi que le comité des recherches de la ville. Bien qu'il ne siège pas à l'Assemblée nationale, sa réputation de publiciste engagé lui vaut d'être associé aux travaux du comité de constitution. En octobre 1790, aux côtés de Clavière, Jean de Bry et Carra, il est nommé par sa section membre de l'Assemblée électorale du département de Paris, chargée d'élire les fonctionnaires de l'ordre civil et ecclésiastique. Il intègre la La société des Amis de la Constitution, mais c’est seulement après la scission de juillet 1791 qu’il parvient à y établir une influence significative au sein des Jacobins.
En novembre 1790, Brissot prend publiquement position contre Barnave , membre influent du comité des colonies. Dans une lettre ouverte, il l'accuse de trahir ses engagements en favorisant secrètement le maintien de la domination coloniale à Saint-Domingue. Cette dénonciation, amplifiée par les clubs révolutionnaires au printemps 1791, gagne en résonance après l'annonce à Paris de l'assassinat du mulâtre Vincent Ogé, figure de la lutte contre l'esclavage et l'oppression coloniale.
Lorsque Louis XVI tente de fuir en juin 1791, Brissot s'impose comme une voix centrale du mouvement républicain. Il rédige, au Champ-de-Mars, la pétition du 17 juillet 1791 appelant à la déchéance du roi et à la proclamation de la République. Cette prise de position radicale le place en opposition irréconciliable avec Théveneau de Morande, un ancien libelliste qu'il avait rencontré à Londres, alors journaliste monarchien. À Londres, Morande avait conduit à l’arrestation de Brissot, en dénonçant ses supposées activités  subversives auprès des autorités françaises. Cet épisode nourrit une inimitié durable qui atteint son paroxysme dans le contexte révolutionnaire.
Il forme autour de lui un cercle restreint d’amis, principalement issus de la Gironde, qui se réunissaient régulièrement avant les sessions de l'Assemblée. Parmi les plus connus figuraient Pierre Victurnien Vergniaud, Armand Gensonné, Élie Guadet, Jean-François Ducos, et Condorcet. Ce groupe, désigné plus tard sous le nom de « girondins », était marqué par l'influence personnelle de Brissot, dont le charisme et l'optimisme étaient notables.

#### Période de l'Assemblée législative (septembre 1791-septembre 1792)
Élu à l’Assemblée législative le 18 septembre 1791, après onze ballottages, les objectifs de Brissot à l’automne 1791 restent flous. Il ne semble pas se distinguer idéologiquement des autres jacobins et ne cherche pas à renverser la monarchie. Sa stratégie semble plutôt axée sur l’acquisition du pouvoir politique, qu’il considère seul moyen de sauver la nation en danger. Entre 1791 et 1793, ses prises de position et ses objectifs évoluent, parfois de manière contradictoire, alors qu'il tente d’influencer les autres députés et de placer ses amis au ministère au printemps 1792. Cependant, pendant quelques mois, ses discours et sa personnalité lui permettent de connaître un franc succès parmi les députés jacobins.
Ainsi, durant l’hiver et le printemps 1792, Brissot se distingue par sa défense acharnée de la déclaration de guerre aux puissances de l’Europe. Il déploie une rhétorique agressive et belliciste, tant à l'Assemblée législative qu’au club des jacobins. Sa rivalité avec Robespierre commence en décembre 1791 autour de cette question, et s’intensifie lorsque Brissot et les girondins lancent des attaques contre Robespierre, affirmant mieux comprendre le peuple. La confrontation devient personnelle, avec des échanges de plus en plus violents entre leurs alliés respectifs.
La position belliciste de Brissot le met en opposition avec plusieurs futurs montagnards ou sans-culottes, tels que Danton, Marat, Billaud-Varennes, Camille Desmoulins, Anthoine, Hébert, Doppet et Santerre. Ces derniers, convaincus avec Robespierre du danger pour la Révolution de compromettre sa vocation pacifique inscrite dans la constitution de 1791, s’opposent fermement à l’idée d’engager la France dans un conflit extérieur. Pour eux, préserver la paix avec les puissances européennes serait un élément fondamental de la stabilité révolutionnaire et de la légitimité du nouveau régime.
Le 24 mars 1792, il réussit à faire voter un décret législatif pour l'égalité des droits des hommes de couleur libres et des blancs. C'est le seul point qui l'accorde encore à Robespierre. Alors qu'en février 1792 dans Jacques-Pierre Brissot démasqué Camille Desmoulins attaque sa politique coloniale en laquelle il voit un facteur de division du camp révolutionnaire, Robespierre, au contraire, rend hommage à ce combat le 31 mai 1792 dans Le défenseur de la Constitution similaire à celui qu'il menait à l'assemblée constituante.
En février 1791 dans une brochure consacrée à la traite des Noirs Brissot avait repris et transformé une formule de Mirabeau « bières flottantes » prononcée par le célèbre tribun l'année précédente au Club des jacobins (mars 1790)  en "longues bières". Robespierre reprit cette expression en avril 1793 dans son projet de réglementation de la propriété. C'est aussi qu'entre temps, le 11 août 1792, l'assemblée législative a fait supprimer les primes accordées jusque là aux négriers depuis 1784, mesure réclamée depuis sa naissance par la Société des Amis des Noirs. A tort où à raison Brissot en a conclu dans le Patriote français du 24 novembre 1792 que "la traite appartenait au passé . A son tour le 24 avril 1793 Robespierre considérait prendre acte de la fin de la traite comme une nouvelle réalité.

#### Période de la Convention girondine (septembre 1792-mai 1793)
Réélu à la Convention (1792) par le département d’Eure-et-Loir, il est alors regardé comme le puissant chef de file de ce parti « brissotin », bientôt « girondin », qui combat les excès des montagnards, mais dont la force va s’évanouir avec la royauté qu’il a renversée, et sur les débris de laquelle il voulait établir un ordre des choses nouveau. Il combat sans cesse l’anarchie. Voulant mettre en procès le ministre Delessart, il est attaqué dans le Journal de Paris par François de Pange.

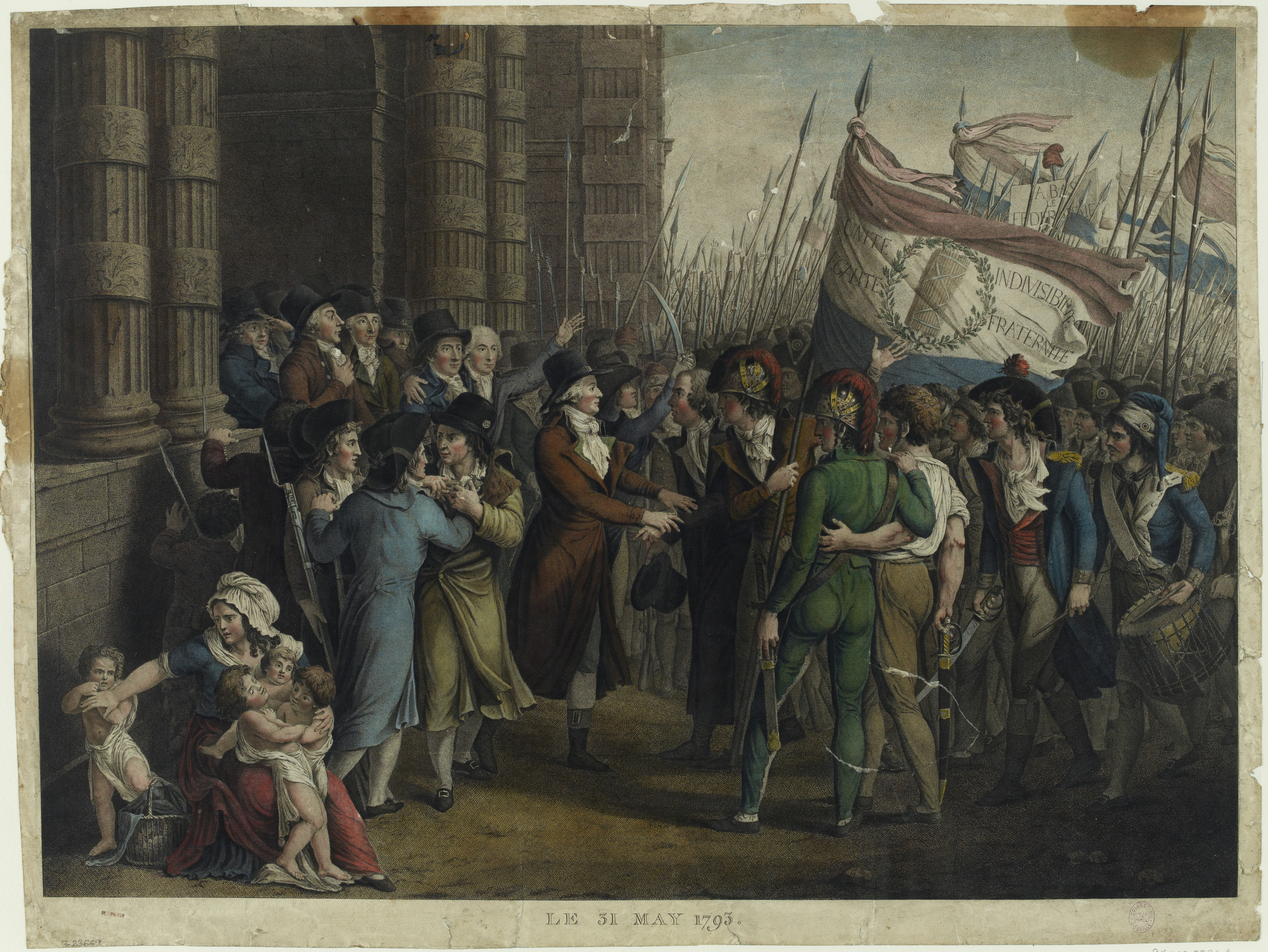
Le 31 mai 1793, estampe de Jean-Joseph-François Tassaert, 1800-1805.

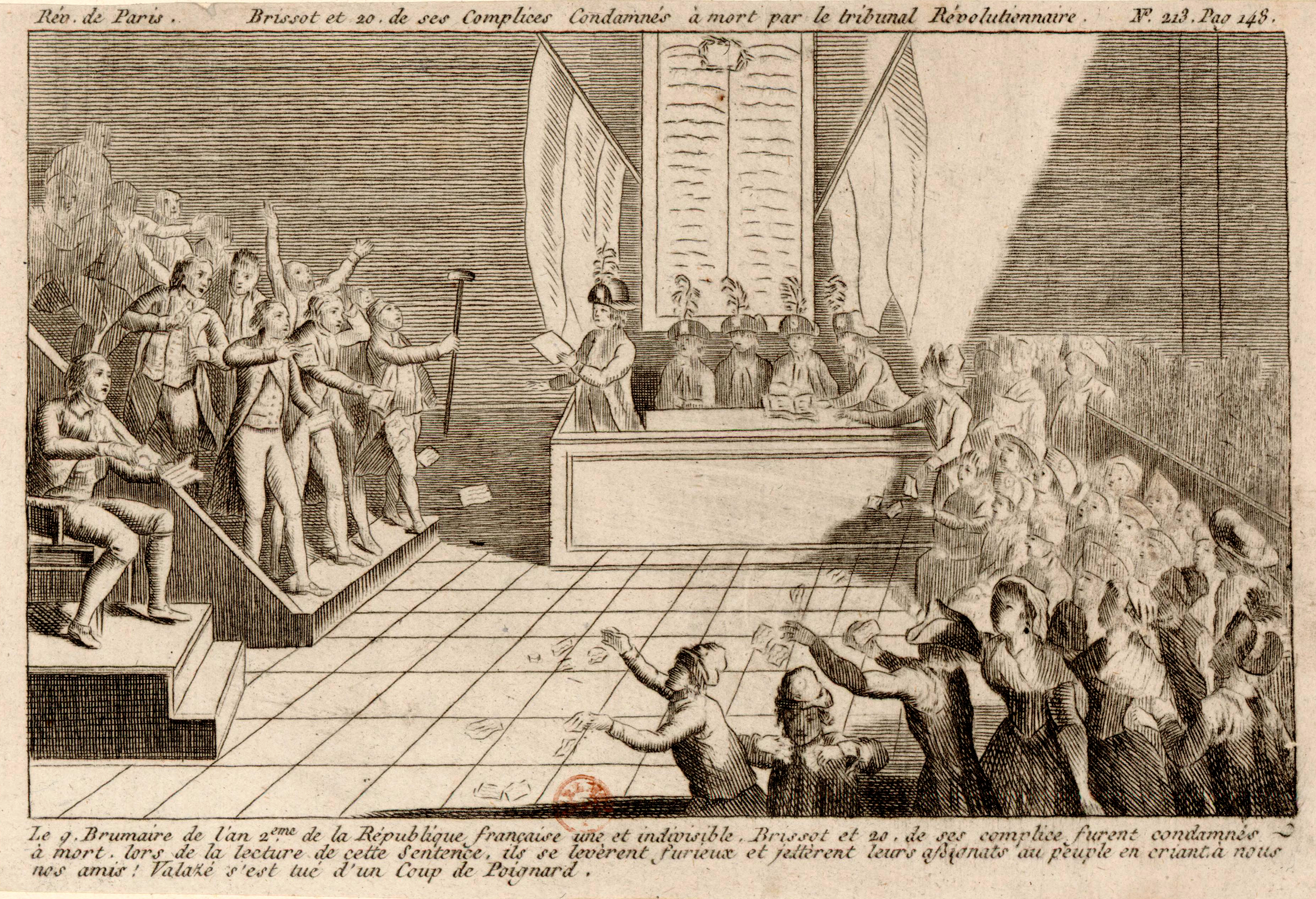
Brissot et 21 autres conventionnels « girondins » devant le Tribunal révolutionnaire.
Estampe anonyme, Paris, BnF, département des estampes et de la photographie, 1793.

Il flétrit de toute son indignation les septembriseurs, et s’élève avec tant d’énergie contre la condamnation à mort du roi, qu’il regarde comme impolitique, qu’en entendant son arrêt Louis XVI s’écrie : « Je croyais que M. Brissot m’avait sauvé ! » Brissot cependant, convaincu de l’inutilité de ses efforts, a voté la mort, mais avec la condition expresse que le jugement ne soit exécuté qu’après avoir été ratifié par le peuple. Ce vote ne sert qu’à exaspérer les montagnards, sans sauver le roi ni même retarder sa mort.
Brissot, qui comprend tout ce que la France républicaine doit montrer d’audace devant l’Europe monarchique, et qui n’est pas assez inhabile pour croire qu’on la laissera paisiblement organiser ses forces, fait encore déclarer la guerre à l’Angleterre et à la Hollande, dernier acte politique par lequel il se signale. Sans cesse attaqué par les montagnards, tour à tour accusé de royalisme et de fédéralisme, il s’attire la haine de Robespierre et tombe, avec tous ses amis, le 31 mai.

#### Période de la Convention montagnarde (2 juin 1793-27 juillet 1794)
Brissot fait partie des vingt-neuf députés décrétés d'arrestation à leur domicile à l'issue de la journée du 2 juin. Il se soustrait à la garde de ses gendarmes mais est arrêté à Moulins le 10 juin, muni de faux papiers suisses. Il est reconduit à Paris et incarcéré à la prison de l'Abbaye. Dans l'attente de son procès, il cherche à légitimer ses actions dans ses Mémoires, où il accuse sévèrement ceux qu'il estime responsables de sa chute. Seul Étienne Clavière échappe à sa colère, qu'il remercie pour son éducation républicaine.
Décrété d'accusation comme conspirateur contre l'unité de la République et l'un « les agents de la faction anglaise, qui a exercé une influence si funeste sur le cours de notre révolution » devant le tribunal révolutionnaire le 3 octobre 1793, il est condamné à mort le 30, ainsi que vingt-et-un de ses collègues, et guillotiné le lendemain; les corps sont inhumés à la Chapelle expiatoire qui se trouve à l'emplacement de l'ancien Cimetière de la Madeleine.

## Postérité

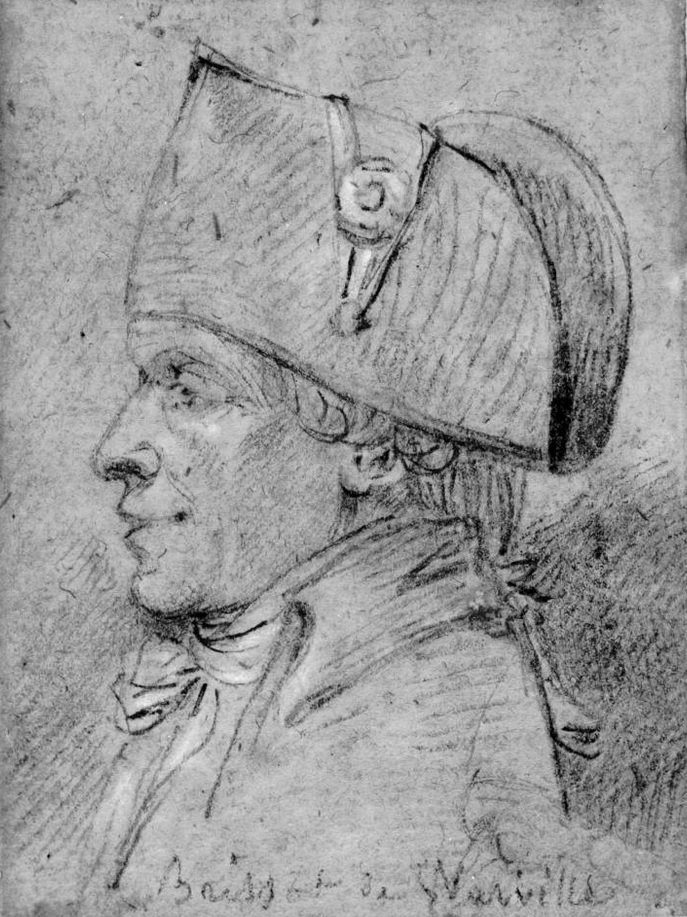
Jacques Pierre Brissot, croquis dessiné par Georges-François-Marie Gabriel, Paris, musée Carnavalet, fin du XVIIIe siècle.

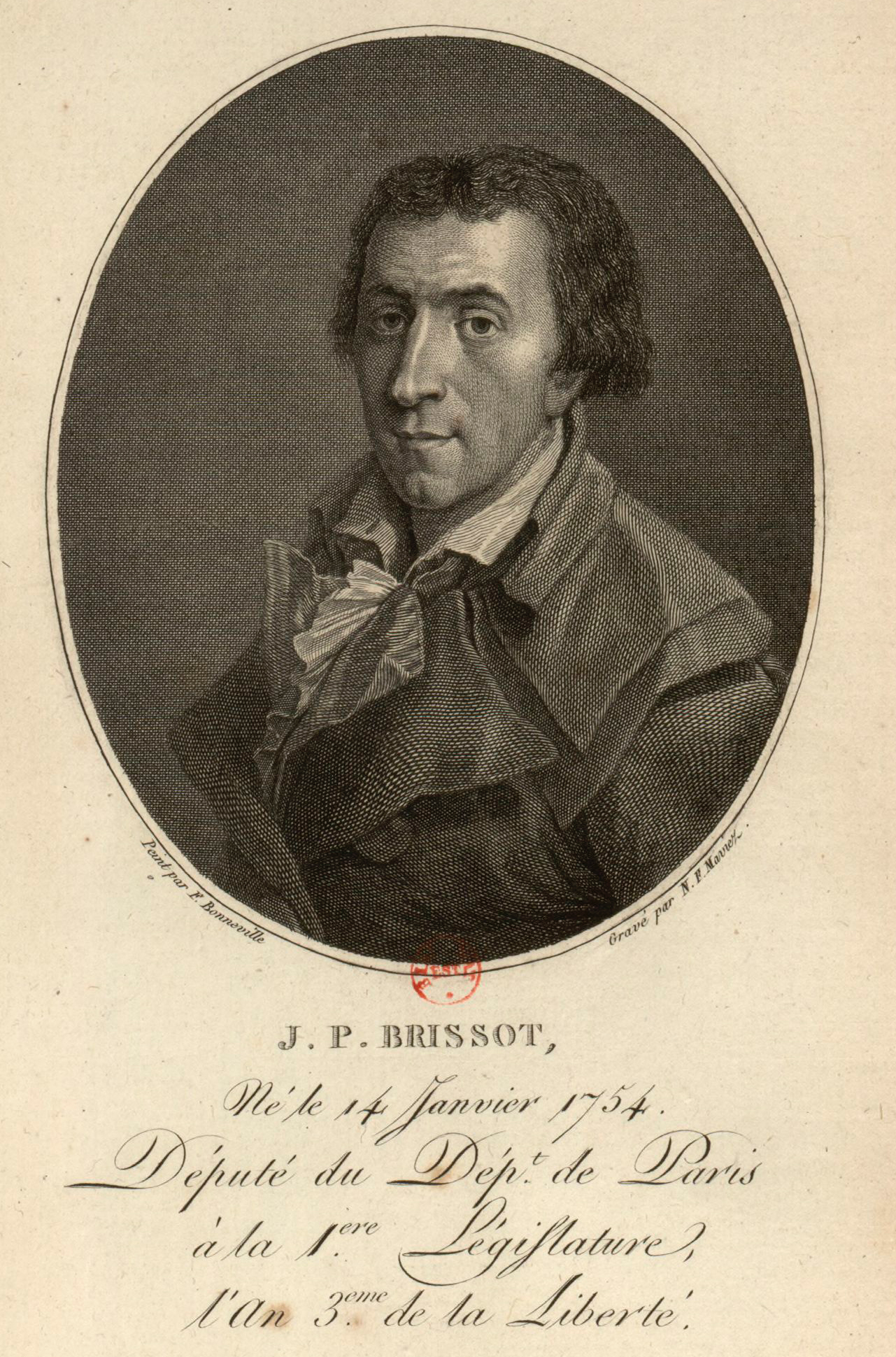
Jacques Pierre Brissot,
gravure de N.F. Maviez d'après une œuvre de François Bonneville, Paris, BnF, département des estampes et de la photographie, fin du XVIII.

Brissot est l’un des écrivains qui ont exercé le plus d’influence sur la marche de la Révolution française, ou qui, du moins, ont le plus accéléré son mouvement. Ses premiers ouvrages sur la législation, ses nombreuses brochures, ses discours à l’Assemblée législative et à la Convention attestent son dévouement aux grands principes de la Révolution française. Moraliste de l’école de Jean-Jacques Rousseau, il a toutes les vertus qu’il prêche dans ses écrits. Enthousiaste des mœurs américaines longtemps avant d’avoir visité l’Amérique, c’était un véritable quaker. Son désintéressement et son austère simplicité étaient faits pour honorer cette république qu’il se glorifiait d’avoir aidé à fonder.

## Controverse sur l'origine de l'ajout patronymique «de Warville»
Jacques Pierre Brissot se fait rapidement appeler Brissot de Warville, il signe déjà de ce nom lors de l'inventaire établi après le décès de son père en 1780, alors qu'il est étudiant en droit.
Il est parfois indiqué que Jacques Pierre Brissot ajouta à son patronyme "de Warville", forme anglicisée de "Ouarville" parce qu'il a été placé en nourrice dans une famille demeurant au hameau d'Ouarville, commune de Lèves (Eure-et-Loir).
Or, dans ses Mémoires, Jacques Pierre Brissot écrit : « Né le second de mes frères, je portais, pour être distingué d'eux, suivant l'usage de la Beauce, le nom d'un village où j'avais été mis en nourrice et où mon père possédait quelques terres. Ce village s'appelait Ouarville, et Ouarville fut le nom sous lequel j'ai été constamment connu dans mon pays ; ainsi mon troisième frère fut appelé Thivars. »
La famille Brissot possédait bien des terres sur la commune d'Ouarville (située à 29 kilomètres de Chartres) : le 10 août 1802, suivant acte reçu par Me Vincent Chevard, notaire à Chartres, la famille Brissot, dont la veuve de Jacques Pierre Brissot, tutrice de ses trois enfants, se partage 27 hectares de terres situées à Ouarville et le 5 février 1814, suivant acte reçu par Maître Peluche, notaire à Chartres, Anacharsis Brissot de Warville (1791-1860), fils de Jacques Pierre Brissot, vendit à Louis François Chauveau, 6,78 hectares de terres situées à Ouarville dont il avait hérité, par représentation de son père, de sa grand-mère Marie Louise Legrand veuve de Guillaume Brissot.

## Mariage et descendance

### Madame Brissot, née Dupont

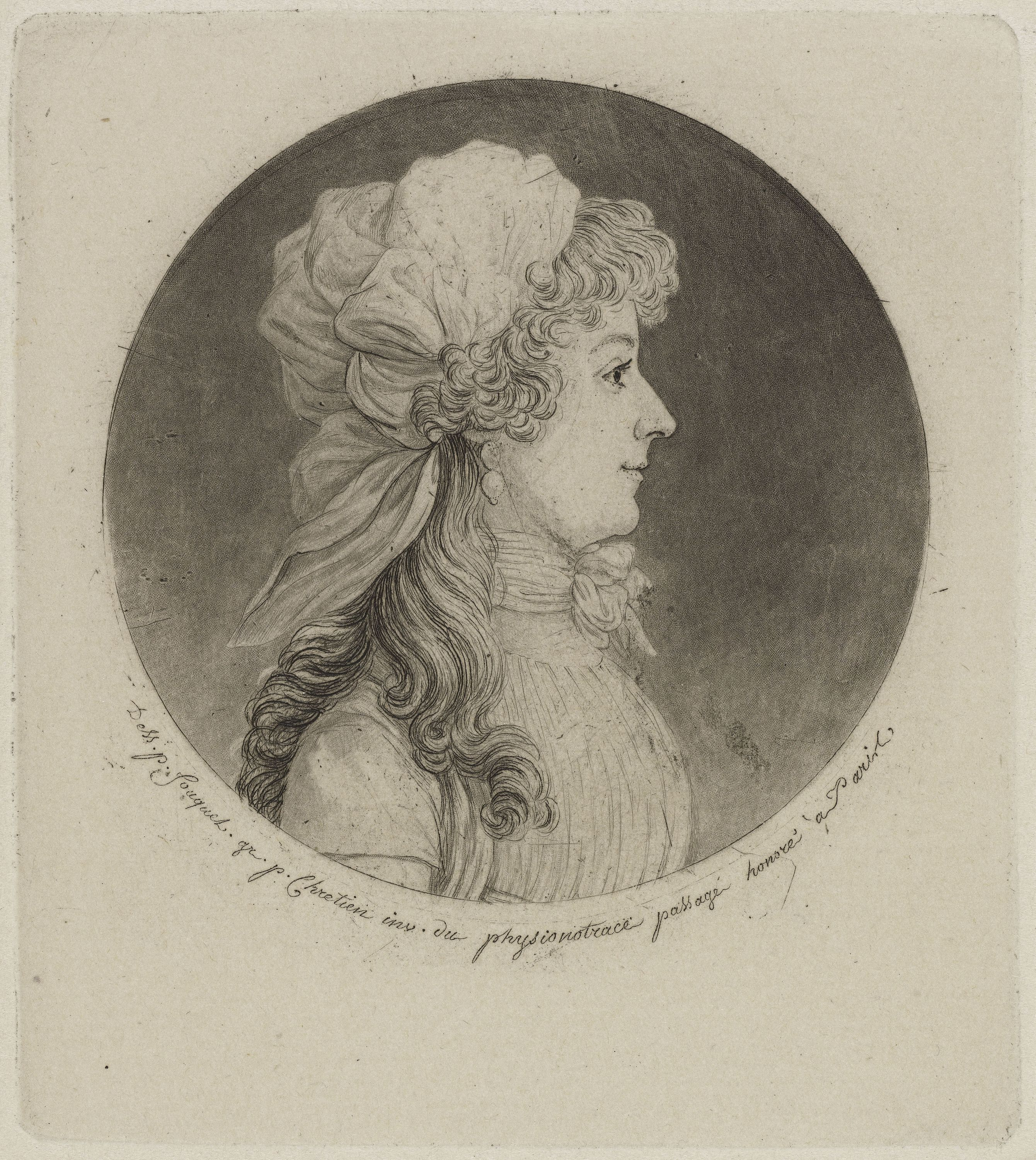
Marie Catherine Félicité Françoise Dupont

Le 17 septembre 1782, il épouse à Paris, paroisse Saint-Sulpice, Marie Catherine Félicité Françoise Dupont, née le 18 décembre 1759 à Boulogne-sur-Mer, paroisse Saint-Nicolas, qui a été aide-préceptrice, sous les ordres de Madame de Genlis, des enfants du duc d'Orléans, le futur « Philippe-Égalité » et traductrice d’œuvres anglaises, notamment d’Oliver Goldsmith et de Robert Dodsley.
Après la mort de son époux, elle demeure à Paris, section des Thermes, rue et maison de Sorbonne (1800), puis rue de Condé, Faubourg Saint-Germain n°15 (1802), puis 8 rue Wertingen, cour abbatiale (1814) (aujourd'hui rue de Furstemberg), où elle meurt le 12 janvier 1818. Elle est inhumée au cimetière du Père-Lachaise.

### Enfants
Le couple a trois enfants : 
- Pierre Augustin Félix, né à Londres, paroisse de Sainte-Marie-la-Bonne, le 29 avril 1784, aspirant de marine, mort sans descendance à Saint-Domingue en 1802.
- Edme Augustin Sylvain, né à Paris, paroisse de la Madeleine de la Ville-l'Evêque, le 13 mars 1786, élève de Polytechnique, il est employé au Bureau des Douanes Impériales à Bayonne et à Nantes (en 1810). Il part aux États-Unis en 1816, vit à New York où il est professeur de mathématiques[44] et meurt à Albany le 16 mars 1819.
- Jacques Jérôme Anacharsis, né à Paris le 31 mars 1791, employé aux droits réunis (1813), sous-lieutenant au onzième régiment de hussards (1814), puis mis à la retraite il devient marchand de vins en gros, mais fait faillite et repart vivre chez sa mère en 1817, puis il part s'installer à Véron (Yonne) où il demeure au Val Saint-Etienne, y naissent deux de ses cinq enfants : Félix (1818) et Eugène (1820). Puis il s'expatrie au Mexique. Le roi Louis-Philippe Ier le nomme contrôleur général de la navigation de la Seine. À sa retraite, il part vivre à Dunkerque où il tient un bureau de tabac et y meurt en 1860. Il a épousé le 19 mars 1817 Marie Jeanne Adélaïde Vigneulle, dont sont issus cinq enfants[45],[Note 3],[Note 4]

Par son fils Anacharsis, Jacques Pierre Brissot est le grand-père du peintre Félix Brissot de Warville (1818-1892).

## Principaux écrits
- 1780 -  Recherches philosophiques sur le droit de propriété considéré dans la nature, pour servir de premier chapitre à la "Théorie des lois" de M. Linguet, Paris, 1780, 128 p., in-8° (en ligne) ;
- 1781 -  Moyens d’adoucir la rigueur des lois pénales en France sans nuire à la sécurité publique, Discours couronné par l’Académie de Châlons-sur-Marne en 1780 ; Châlons, 1781, in-8° ;
- 1781 - Le Sang Innocent vengé, ou Discours sur les réparations dues aux accusés innocens. Couronné par l'Académie des Sciences et Belles-Lettres de Châlons-sur-Marne, le 25 août 1781, in-8, VII et 69 pages, Berlin, 1781:
- 1781 - Théorie des lois criminelles, Paris, 1781, 2 vol. in-8° ;
- 1782 - De la Vérité des Méditations sur les moyens de parvenir à la vérité dans toutes les connaissances humaines, Neufchâtel et Paris, 1782, in-8° ;
- 1782-1786 - Bibliothèque philosophique du Législateur, du Politique et du Jurisconsulte, Berlin et Paris, 1782-1786, 10 vol. in-8° (en ligne) ;
- 1783 - Correspondance universelle sur ce qui intéresse le bonheur de l’homme et de la société, Londres et Neufchâtel, 1783, 2 vol. in-8° ;
- 1784 - Journal du Lycée de Londres, ou Tableau des sciences et des arts en Angleterre, Londres et Paris, 1784 ;
- 1784 - Tableau de la situation actuelle des Anglais dans les Indes orientales, et Tableau de l’Inde en général, ibid., 1784, in-8° ;
- 1787 - Jacques Pierre Brissot, Point de banqueroute, ou Lettre à un créancier de l'État sur l'impossibilité de la banqueroute nationale et sur les moyens de ramener le crédit et la paix, Londres, 1787 (BNF 30163047).
- 1788 - Jacques Pierre Brissot, Discours sur la nécessité d'établir à Paris une société pour concourir, avec celle de Londres, à l'abolition de la traite et de l'esclavage des nègres ; prononcé le 19 février 1788, dans une société de quelques amis rassemblés à Paris, à la prière du comité de Londres, 19 février 1788, 32 p. (BNF 37262539, lire en ligne).
- 1791 - Jacques Pierre Brissot, Club des jacobins, Louis-Élie Moreau de Saint-Méry (dir.) et archives nationales d'outre-mer (dir.), Discours sur la nécessité de maintenir le décret rendu le 13 mai 1791, en faveur des hommes de couleur libres, prononcé le 12 septembre 1791, à la séance de la Société des Amis de la Constitution, séante aux Jacobins, 1791 (BNF 45721881, lire en ligne).
- 1792 -  Discours sur la nécessité politique de révoquer le décret du 24 septembre 1791, pour mettre fin aux troubles de Saint Domingue; prononcé à l'Assemblée nationale, le 2 mars 1792. Par J.P. Brissot, député du département de Paris, Paris : De l'Imprimerie du patriote françois, 1792
- 1785 - l’Autorité législative de Rome anéantie, Paris, 1785, in-8°, réimprimé sous le titre : Rome jugée, l’autorité du pape anéantie, pour servir de réponse aux bulles passées, nouvelles et futures du pape, ibid., 1731, m-g ;
- 1786 - Jacques Pierre Brissot, Examen critique des voyages dans l'Amérique Septentrionale, de M. le marquis de Chatellux ou, Lettre à M. le marquis de Chatellux, dans laquelle on réfute principalement ses opinions sur les Quakers, sur les nègres, sur le peuple, & sur l'homme, Londres, 1786 (BNF 37237531, lire en ligne).
- 1790 - Discours sur la Rareté du numéraire, et sur les moyens d’y remédier, 1790, in-8° ;
- 1790 - Mémoire sur les Noirs de l’Amérique septentrionale, 1790, in-8°.
- 1791 - Voyage aux États-Unis, 1791

Ses Mémoires et son Testament politique (4 vol.) ont été publiés en 1829-1832 par son fils avec François Mongin de Montrol :
- 1830-1832 Mémoires de Brissot... sur ses contemporains, et la révolution française ; publ. par son fils ; notes et éclaircissements hist. par M.F. de Montrol Vol. I (1830) [lire en ligne] ; Vol. II (1830) [lire en ligne] ; Vol. III (1832) [lire en ligne] ; Vol. IV (1832)[lire en ligne].

### Études historiques
- Alphonse Aulard, Les orateurs de la Législative et de la Convention : l'éloquence parlementaire pendant la Révolution française, t. I, Paris, Librairie Hachette, 1885, 567 p. (lire en ligne), « Brissot », p. 220-265.
- Yves Bénot, La Révolution française et la fin des colonies, Paris, La Découverte, 1987.
- (en) Simon Burrows, « The innocence of Jacques Pierre Brissot », The Historical Journal, vol. 46, no 4,‎ décembre 2003, p. 843-871 (ISSN 0018-246X, lire en ligne).
- Régis Coursin, « Brissot et la république en acte », La Révolution française. Cahiers de l'Institut d'histoire de la Révolution française, no 13 « Pratiques et enjeux scientifiques, intellectuels et politiques de la traduction (vers 1660-vers 1840) »,‎ 2018 (lire en ligne).
- Régis Coursin, Jacques-Pierre Brissot : sociologie historique d'une entrée en révolution, Rennes, Presses universitaires de Rennes, coll. « Histoire », 2023, 355 p. (ISBN 978-2-7535-8705-2, lire en ligne).
- Robert Darnton, « Jacques Pierre Brissot de Warville, espion de police », Bohème littéraire et Révolution, Paris, Gallimard, 2010 (édition originale en anglais, Université de Chicago, 1968), p. 83-111.
- Robert Darnton, La Fin des Lumières : le mesmérisme et la Révolution, 1968.
- (en) Robert Darnton, « The Grub Street Style of Revolution : J.-P. Brissot, Police Spy », The Journal of Modern History, Chicago, University of Chicago Press, vol. 40, no 3,‎ septembre 1968, p. 301–327 (ISSN 0022-2801, e-ISSN 1537-5358, JSTOR 1878143).
- Marcel Dorigny, « La Société des Amis des Noirs, les Girondins et la question coloniale », Actes du séminaire Lumières et Révolution française, 16-25 février 1989, p. 81-95.
- Marcel Dorigny et Bernard Gainot, La Société des amis des noirs, 1788-1799 : contribution à l'histoire de l'abolition de l'esclavage, Paris, Éditions de l'Unesco / Edicef, coll. « Mémoire des peuples », 1998, 429 p. (ISBN 92-3-203306-2 et 2-84129-553-2, présentation en ligne).
- (en) Eloise Ellery, Brissot de Warville : A Study in the History of the French Revolution, Boston / New York, Houghton Mifflin Company, 1915, XIX-528 p. (présentation en ligne, lire en ligne).
- Hans Alfred Goetz-Bernstein, La Politique extérieure de Brissot et des girondins : thèse présentée à la Faculté des lettres pour le doctorat de l'Université de Paris, Paris, Hachette, 1912, XX-451 p. (présentation en ligne, lire en ligne).
- Patrice Gueniffey, « Brissot », dans François Furet et Mona Ozouf (dir.), La Gironde et les girondins, Paris, Payot, coll. « Bibliothèque historique Payot », 1991, 468 p. (ISBN 2-228-88400-6, présentation en ligne), p. 437-464.
- Suzanne d'Huart, Brissot : la Gironde au pouvoir, Paris, Robert Laffont, coll. « Les Hommes et l'histoire », 1986, 244 p. (ISBN 2-221-04686-2).
- (en) Annie Jourdan, « A Tale of Three Patriots in a Revolutionary World : Théophile Cazenove, Jacques-Pierre Brissot, and Joel Barlow (1788-1811) », Early American Studies, University of Pennsylvania Press, vol. 10, no 2 « Anglo-Dutch Revolutions »,‎ printemps 2012, p. 360-381 (JSTOR 23547672).
- (en) Thomas Lalevée, « National Pride and Republican grandezza : Brissot’s New Language for International Politics in the French Revolution », French History and Civilisation, vol. 6,‎ 2015, p. 66-82 (lire en ligne).
- Quentin Laurent (dir. Pierre Serna), Jacques Pierre Brissot. Genèse et stratégie d'un projet politique et diplomatique. Du début de la Législative à la déclaration de guerre d'avril 1792, Paris, IHRF (mémoire de master 2 en Histoire), 2011, 206 p. (cote : Z 1070) [fiche sur le site de l'IHRF]
- (en) Leonore Loft, « J.-P. Brissot and the evolution of pamphlet literature in the early 1780s », History of European Ideas, vol. 17, nos 2-3,‎ mars-mai 1993, p. 265-287 (DOI 10.1016/0191-6599(93)90294-Z).
- (en) Leonore Loft, Passion, Politics and Philosophie : Rediscovering J. P. Brissot, Westport (Connecticut), Greenwood Press, coll. « Contributions to the Study of World History » (no 84), 2002, XXI-279 p. (ISBN 0-313-31779-8, présentation en ligne).
- (en) Frederick A. de Luna, « The Dean Street Style of Revolution : J.-P. Brissot, Jeune Philosophe », French Historical Studies, Duke University Press, vol. 17, no 1,‎ printemps 1991, p. 159-190 (DOI 10.2307/286283, JSTOR 286283).
- Damien Malet (dir. Frédéric Bidouze), Le Patriote français et la caricature : Des images en mots, des mots en images. Essai de comparaisons et de correspondances (1789-1793), TER d'Histoire moderne, Pau, 2010.
- Damien Malet (dir. Frédéric Bidouze), L’Ancien régime et ses suppôts dans le Patriote français de Jacques-Pierre Brissot de Warville (1789-1793), TER d'Histoire moderne, Pau, 2008, t. 1, 292 p., t. 2, 105 p.
- Albert Mathiez, « Mélanges. Brissot et son associé, d'après une lettre inédite », Annales révolutionnaires, t. 12, no 5,‎ septembre-octobre 1920, p. 414-424 (JSTOR 41921239).
- Albert Mathiez, « Mélanges. Brissot électeur de Lafayette », Annales révolutionnaires, t. 15, no 5,‎ septembre-octobre 1923, p. 419-422 (JSTOR 41921403).
- Albert Mathiez, « Mélanges. Laclos, Brissot et M. Braesch », Annales révolutionnaires, t. 14, no 5,‎ septembre-octobre 1922, p. 408-411 (JSTOR 41921491).
- Claude Perroud, « Brissot et les Roland : collaboration des Roland au Patriote français », dans Études sur les Roland, t. 1er, s. l., Bibliothèque du Bois-Menez, coll. « Textes oubliés / Études et mélanges de Claude Perroud ; 1 », 2019, 400 p. (ISBN 978-2-490135-12-7 et 978-2-490135-13-4, ISSN 2679-3679 et 2557-8715, lire en ligne), p. 143-160.
- Claude Perroud, « Notice sur la vie de Brissot ; Un projet de Brissot pour une association agricole ; Étude critique sur les Mémoires de Brissot ; La Famille de madame Brissot, les fils de Brissot ; Les Portraits de Brissot », dans Études sur les girondins, s. l., Bibliothèque du Bois-Menez, coll. « Textes oubliés / Études et mélanges de Claude Perroud ; 3 », 2020, 517 p. (ISBN 978-2-490135-17-2, ISSN 2557-8715, lire en ligne), p. 384-508.
- Jean-Daniel Piquet, L'émancipation des Noirs dans la Révolution française (1789-1795), Paris, Karthala, coll. « Hommes et sociétés », 2002, 509 p. (ISBN 2-84586-161-3, présentation en ligne), [présentation en ligne].
- Jean François-Primo, La jeunesse de J.-P. Brissot, Paris, Grasset, 1932.
- Richard Whatmore et James Livesey, « Étienne Clavière, Jacques-Pierre Brissot et les fondations intellectuelles de la politique des girondins », Annales historiques de la Révolution française, no 321,‎ juillet-septembre 2000, p. 1-26 (lire en ligne).

### Littérature
- Michel Aubouin, Brissot, le roman d'un révolutionnaire : roman, Paris, Le Cherche-Midi, 2014, 263 p. (ISBN 978-2-7491-3209-9, présentation en ligne).

## Sources
- Jean Chrétien Ferdinand Hoefer, Nouvelle biographie générale, t. VII, Paris, Firmin-Didot, 1857, p. 70-1.